# سياه سياه شيخة (مقاطعة إسلام آباد غرب)
سياه‌سياه‌شيخة (بالفارسية: سیاه‌سیاه‌شیخه) هي قرية تقع في قسم حومة الجنوبي الريفي (مقاطعة إسلام آباد غرب) في إيران. يقدر عدد سكانها بـ 150 نسمة بحسب إحصاء 2016.